# Evin Cetin
Evin Cetin, född den 20 januari 1984, är en svensk jurist, författare, samhällsdebattör och tidigare politiker för Socialdemokraterna. 

## Biografi
Evin Cetin kom till Sverige som flykting från turkiska Kurdistan när hon var tre år gammal och växte upp i Bollnäs. Hon utbildade sig till jurist vid Uppsala universitet.
Cetin engagerade sig politiskt i Socialdemokraterna och arbetade som politisk sekreterare i Södertälje kommun och därefter, från 2011, som förste ombudsman för partidistriktet i Dalarnas län. Hon kandiderade i Europaparlamentsvalet 2009 och i riksdagsvalet 2010, och bedrev uppmärksammade personvalskampanjer, men blev inte invald någon av gångerna. I september 2012 uppmärksammades och kritiserades ett besök hon gjorde hos den väpnade kurdiska rebellgruppen PJAK. Kritiken ledde till att hon tog en kort "timeout" från sitt politiska arbete.
Hon satsade senare på juristyrket, där hon specialiserade sig på uppdrag som målsägandebiträde. Hon blev advokat, drev en egen advokatbyrå och engagerade sig för ett förstärkt vittnesskydd. 2022 valde hon dock att sluta som advokat. Samma år utkom hon med boken Mitt ibland oss, skriven tillsammans med Jens Liljestrand. Boken handlar om gängkriminaliteten i Sverige och bygger på intervjuer med ett antal kriminella personer.